# فلشه
فلشه (به لهستانی:  Flesze) یک روستا در لهستان است که در گمینا گرایوو واقع شده‌است.
 فلشه  ۵۶ نفر جمعیت دارد.